# Santos Toruño
Santos Toruño (La Democracia, ? - Ciudad de Guatemala, 1914) fue un educador guatemalteco que estuvo a cargo del entonces prestigioso Instituto Nacional Central para Varones en la década de 1870 y en la de 1890. Inició su carrera en Santa Ana, El Salvador y en 1859 fundó el colegio San Buenaventura en la Ciudad de Guatemala, cuyo prestigio le valió que fuera nombrado director del Instituto Central por el general Justo Rufino Barrios en 1876.

## Reseña biográfica

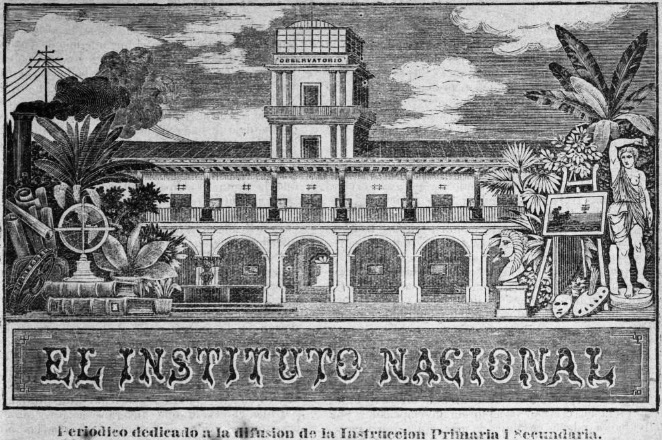
Logo de El Instituto Nacional, revista científica publicada por el Central para Varores; editada por Santos Toruño y Edwin Rockstroh.

Toruño inició su carrera docente en Santa Ana y luego fundó el colegio San Buenaventura en la Ciudad de Guatemala en 1859, el cual dirigió hasta 1876.
Santos Toruño tomó posesión de la dirección a partir de agosto de 1876, y de inmediato tropezó con el problema de la mala infraestructura del edificio; para solventar la situación se empeñó en su reparación general, en la cual se invirtieron cerca de trece mil pesos. Ya con condiciones materiales aceptables, Toruño inició la labor docente que elevó la calidad académica del Instituto Central. En 1879 se unió la Escuela Normal Central para Varones y ocurrieron varios fenómenos en el lago de Ilopango, similares a los de la formación del volcán de Izalco, los que motivaron a Toruño a establecer una comisión del establecimiento para que estudiara los fenómenos en El Salvador; la comisión fue conformada por Manuel R. Ortega, ingeniero topógrafo y profesor del Instituto; Gregorio Aguilar, alumno, y el ingeniero Edwin Rockstroh. Debido al prestigio de la institución, esta comisión fue atendida personalmente por Rafael Zaldívar, presidente de El Salvador y el gobernador Ángel Paredes.
En 1881, Toruño organizó las «Conferencias Pedagógicas» y la publicación del periódico El Instituto Nacional, que empezó a circular el 15 de septiembre de 1882.
Toruño fue director del Instituto Central para Varones de 1876 a 1884, y luego de 1892 a 1898.

## Homenajes
- En la década de 1940 se otorgaban anualmente premios a los tres mejores alumnos del Instituto Central para Varones; el primer lugar era galardonado con la Medalla de Oro «Santos Toruño».
- Su busto fue develado en su pueblo natal de La Democracia, Escuintla.[5]
- Un busto suyo fue develado en el Templo de Minerva de la Ciudad de Guatemala en 1916 como parte de las Fiestas Minervalias de ese año.[5]
- El parque de La Democracia, Escuintla fue bautizado con su nombre.
- El 28 de octubre de 1917, por el decreto 728, el presidente de Guatemala, licenciado Manuel Estrada Cabrera dispuso que los establecimientos educativos nacionales llevaran el nombre de un personaje ilustre; por esta razón la Escuela Elemental para niñas No. 2 de la Ciudad de Guatemala fue bautizada como «Escuela Oficial de Niñas No. 2 Santos Toruño».[5]